# Veľké Kostoľany
Veľké Kostoľany (allemand : Großkostolian ) est un village de Slovaquie situé dans la région de Trnava.

## Histoire
Première mention écrite du village en 1209.

## Démographie

### Évolution de la population
| Année:               | 1994. | 2004.   | 2014.   | 2024.   |
| -------------------- | ----- | ------- | ------- | ------- |
| Nombre de personnes: | 2478  | 2658    | 2773    | 2829    |
| Différence:          |       | +7,26 % | +4,32 % | +2,01 % |

| Année:               | 2023. | 2024.   |
| -------------------- | ----- | ------- |
| Nombre de personnes: | 2808  | 2829    |
| Différence:          |       | +0,74 % |